# Ophiodromus adorsosetosa
Ophiodromus adorsosetosa är en ringmaskart som beskrevs av Hartmann-Schröder 1985. Ophiodromus adorsosetosa ingår i släktet Ophiodromus och familjen Hesionidae. Inga underarter finns listade i Catalogue of Life.